# サルーン (新潟県の企業)
株式会社サルーンは、新潟県三条市に本社を置く外食関連企業。

## 概要
1979年（昭和54年）5月に、三条市栄町に「ステーキのさる〜ん」栄町店をオープン後、新潟県内に店舗を展開。2005年からは「石焼ステーキ贅」をオープンし、新潟県を中心に東北、北陸、長野県にチェーン展開を行っている。

## 業態

### ステーキさる〜ん
ステーキさる〜んは、「ステーキとハンバーグの店 さる〜ん」の名前で新潟県内で展開するレストランチェーン。同社の運営する飲食店では最も歴史の長いチェーンで、ハンバーグとステーキを主力商品としている。
- 新潟県 - 新発田店・新潟桜木店・新津店・三条店・長岡店・FC上越店

### 石焼ステーキ贅

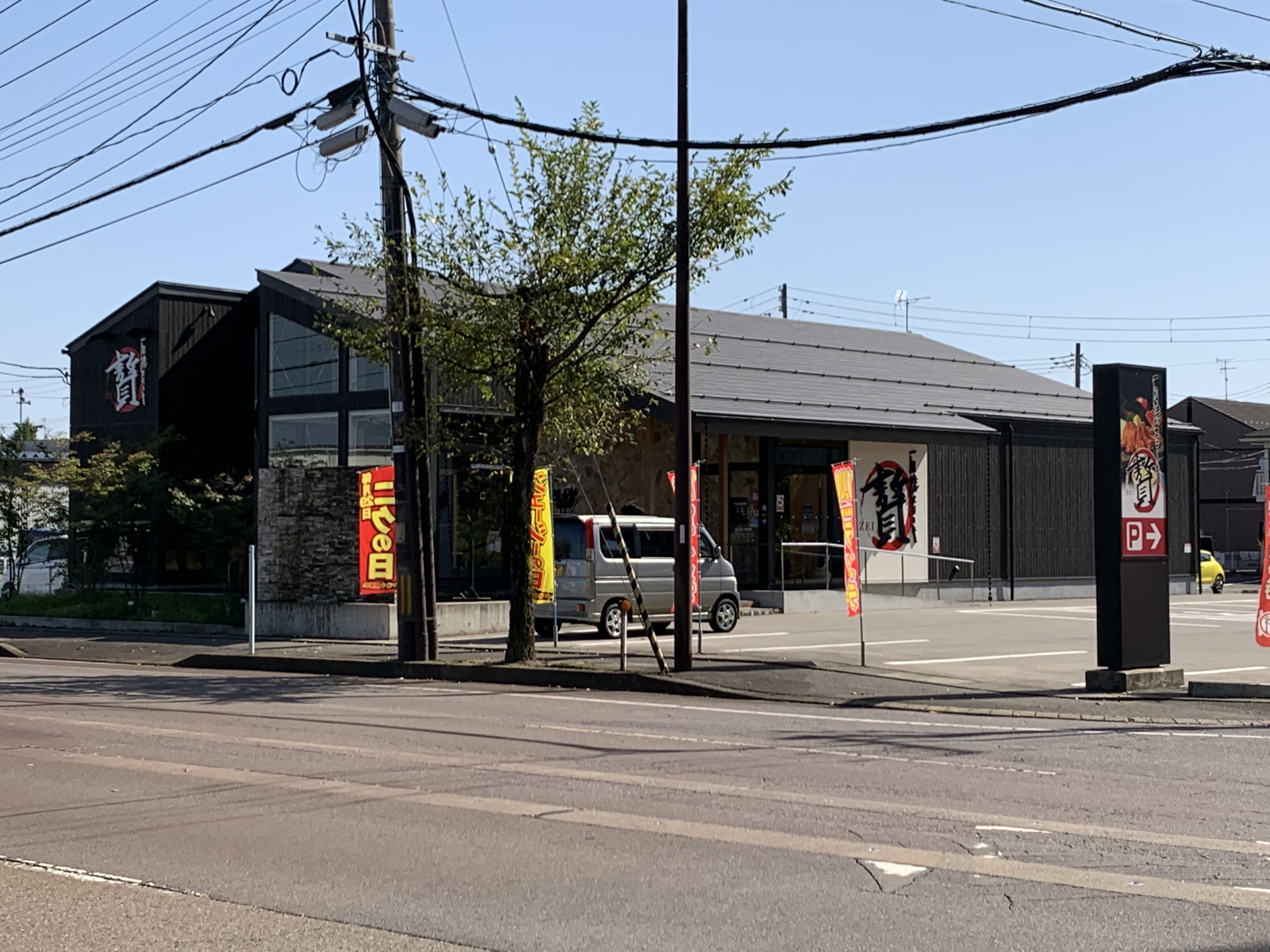
石焼ステーキ贅 県央店

石焼ステーキ 贅（いしやきステーキ ぜい）は、2005年（平成17年）5月から展開しているステーキハウスチェーン。新潟・東北・北陸エリアを中心に20店舗を展開している。
- 宮城県 - 明石台店・富沢西店
- 山形県 - 嶋店
- 福島県 - 鎌田店
- 新潟県 - 松崎店・亀田店・小新店・県央店・長岡アクロスプラザ店・長岡古正寺店
- 長野県 - 若槻店
- 富山県 - マルート店・山室店・下飯野店・西店・高岡店・砺波店
- 石川県 - 金沢店・白山店・小松店
- 福井県 - 飯塚店

## その他
- 2003年8月の生鮮・冷蔵牛肉と豚肉の関税を引き上げる緊急輸入制限措置（セーフガード）では、当時の副社長が「うちは輸入牛100%だから、まともに響いてくる。BSEで1年悩んで、企業努力で乗り切ってきたところなのに…」と語っている[3]。
- 2014年7月には、新潟県を含む3県の男女5人が系列店で食事をした際に食中毒を発症し、関連店舗が3日間の営業停止処分を受けた[4]。